# Muž se železnou maskou (film, 1977)
Muž se železnou maskou je film z roku 1977 s Richardem Chamberlainem v hlavní dvojroli (Ludvík XIV. a Filip) na fiktivní historický námět. Jde o filmové zpracování třetího dílu novely The Vicomte de Bragelonne Alexandra Dumase, ve kterém mušketýři Athos, Porthos, Aramis a d'Artagnan chtějí vyměnit bezcitného krále Ludvíka XIV. za jeho bratra-dvojče Filipa, který je zde jako prvorozený syn.

## Děj
Ve Francii vládne Ludvík XIV. Má kolem sebe věrné mušketýry Athose, Porthose, Aramise a d'Artagnana. Ti ho však chtějí sesadit a nahradit ho jeho bratrem Filipem, který je prvorozený syn a tedy následník trůnu. Bylo zvykem předat vládu prvorozenému synovi a tak šlo dál. Fouquet dal Filipa vsadit do vězení na malém ostrově, daleko od civilizace a nechal mu nasadit železnou masku. Jedině on věděl pravdu o Filipovi, zato Ludvík byl v domnění, že jeho bratr zemřel při porodu. Později se z vězení Filip dostal ze svého vězení a musel se naučit to, co bylo zapotřebí. A protože byl odveden někam do Burgundska a tam byl vychován, nikdo neměl o něm ani páru. Král Ludvík XIV. neví o bratrovi a o plánovaném spiknutí. Líbí se mu Luisa, ale má ji rád Ludvíkův bratr Filip. Luise se král na pohled docela líbí a když zapomněla u krále vějíř, tajně vyslechla za dveřmi rozhovor krále s Fouquetem. Ten mu řekl, jaká je skutečnost s jeho bratrem-dvojčetem Filipem. Když se objevil jeho bratr, došlo k nedorozumění. 

## Úryvky
| Úryvek z rozhovoru |
| --- |
| Král: Narodili jsme se jako dvojčata, ale náš bratr zemřel při porodu. |
| Fouquet: Ujišťuji Vás, Veličenstvo, že žije. To, že zemřel si pouze vymyslel první ministr Vašeho otce. Mazarin. |
| Král (naštvaně): Mazarin! |
| Fouquet: Váš otec uvěřil té lži, že následník trůnu při porodu zemřel. Ve skutečnosti žil. Byl odvezen někam do Burgundska a tam byl vychován. Pod záminkou, aby Vaši matku ušetřili bolesti, konal se narychlo tajný pohřeb a rakev zakopali. |
| Král: Bůh ví, kdo byl v té rakvi. |
| Fouquet: Jedno je však jisté, Veličenstvo. Váš bratr Filip to nebyl … |